# 土井槙悟
土井 槙悟（どい しんご、1983年8月23日 - ）は、北海道河西郡芽室町出身の日本のスピードスケート選手。開西病院所属。身長177cm、体重75kg。
スピードスケートの名門白樺学園高等学校に入学し、2年時には世界ジュニアスピードスケート選手権大会で総合優勝を達成。
早稲田大学進学後も全日本ジュニア連覇を達成し、ワールドカップのメンバーにも選ばれる。
卒業後は開西病院に進み、2010年バンクーバーオリンピック代表に選出され男子1500mで30位となった。